# Mărișelu
Mărișelu (en hongrois : Sajónagyfalu) est une commune du județ de Bistrița-Năsăud en Transylvanie (Roumanie).